# 黎明公寓
黎明大街公寓簡稱黎明公寓是位於朝鲜平壤黎明大街的公寓大廈，是朝鮮最高的住宅群，包含6座住宅。该公寓在2016年4月开建，2016年8月24日，最高的那一座（270米，82层，俄罗斯驻朝鲜大使馆工作人员宿舍）开始建设。 2017年4月13日，该公寓全部建成。

## 基本数据
该公寓包含6座住宅，以下是它的基本数据：
1. 82 层 270米（890英尺）
2. 70 层 240米（790英尺）
3. 55 层 210米（690英尺）
4. 50 层 200米（660英尺）
5. 45 层 153米（502英尺）
6. 35 层 140米（460英尺）